# 1862 (роман)
«1862» (англ. 1862) — альтернативно-історичний роман американського письменника-фантаста Роберт Конрой. Вперше роман було опубліковано у м'якій обкладинці видавництвом Presidio Press у червні 2006 року, а 18 грудня 2007 року Presidio видали електронний варіант книги.
У романі показано альтернативну версію Громадянської війни в США, в якій Сполучене Королівство об'єднує свої зусилля з Конфедерацією після інциденту з кораблем «Трент». У нашій часовій лінії перемогли «холодні голови» після захоплення силами Союзу судна «Трент», а британці віддавали перевагу діяти лише дипломатичними методами, визнавши Конфедерацію воюючою стороною, а не просто повстанцями-заколотниками.

## Сюжет
Наприкінці 1861 року Сполучене Королівство бере участь у Громадянській війні в США на боці Конфедерації, після інциденту з британським судном «Трент». На початку 1862 року Союз намагається здобути вирішальну перемогу над Конфедерацією, перш ніж британське підкріплення прибуде до Америки, в битві при Калпепері, проте зазнає розгрому через жахливе керівництво Джорджа Б. Макклеллана. Проте після численних поразок англо-конфедеративного союзу, втрати Роберта Лі та більшої частини території Канади, Сполучене Королівство приймає пропозицію миру від Союзу на їх умовах. Британія залишає Конфедеративний союз через інцидент з судном «Трент» і відмовляється підтримувати жодну зі сторін конфлікту. У результаті 1863 року Конфедерація визнає свою поразку й закінчує конфлікт на два роки раніше, ніж у реальному світі. Джон Бут заарештований і засуджений до смертної кари за спробу допомогти снайперам Конфедерації вбити президента Авраама Лінкольна, тому Лінкольн не вбивають.
Більшість битв відбуваються на території Канади або на морі, як, наприклад, біля Гемптон-Роудс. Кавалерійська битва наприкінці роману відбувається на околиці Гаррісбергу, штат Пенсільванія, вочевидь, в Гаммелстауні та Герші. Визначальна битва відбувається у Вашингтоні.